# 구마산역
구마산역(舊馬山驛)은 지금의 경상남도 창원시 마산합포구 노산동에 있던 경전선의 간이역이다. 1910년 7월 설치되었으나, 1977년 12월 구마산역, 북마산역, 마산역을 지금의 마산역으로 통합하면서 폐지되었다. 당시 역이 있었던 지점은 현재의 교보생명 마산지점 앞이었으며, 기념 비석이 세워져 예전에 역이 있었다는 것만 알려주고 있다. 현재 역은 흔적조차 없으며, 다만 역 구내 부지를 활용하여 현재의 상남광장(육호광장) 교차로가 설치되어 있다.

## 연혁
- 1910년 7월 1일: 영업 개시[2]
- 1977년 12월 16일: 폐역[3]